# Zack and Miri Make a Porno
Zack and Miri Make a Porno är en komedifilm från 2008 som är skriven och regisserad av Kevin Smith. Filmen hade premiär 31 oktober 2008.

## Handling
Zack och Miriam, som har varit vänner sedan lågstadiet, har inga pengar kvar. Räkningarna har inte blivit betalda på flera månader, och snart stängs både elen och vattnet av. I denna desperata situation kommer Zack på idén att de båda ska göra en porrfilm, som de sedan kan sälja själva.

## Rollista
- Seth Rogen som Zack Brown
- Elizabeth Banks som Miriam "Miri" Linky
- Craig Robinson som Delaney
- Jason Mewes som Lester
- Traci Lords som Bubbles
- Jeff Anderson som Deacon
- Katie Morgan som Stacey
- Ricky Mabe som Barry
- Justin Long som Brandon St. Randy
- Brandon Routh som Bobby Long
- Tyler Labine som full kund
- Tisha Campbell-Martin som Delaneys fru
- Tom Savini som Jenkins
- Jennifer Schwalbach som Betsy
- Gerry Bednob som Mr. Surya
- Kenny Hotz som Zack II